# 電球をめぐる陰謀
『電球をめぐる陰謀』（でんきゅうをめぐるいんぼう、原題: The Light Bulb Conspiracy、仏: Prêt-à-jeter）は、2010年に制作されたドキュメンタリーである。

## 概要
2010年にスペインとフランスが共同し、Media 3.14、ARTE France Cinéma、TV3、TVEなどの制作会社が協力し、Cosima Dannoritzer監督・脚本のもとで制作されたドキュメンタリー映画である。
2012年には日本のBS世界のドキュメンタリーで放送されている。

## 内容
昔は消費財を如何に長持ちされることができるかという競争が起こっており、1881年に1500時間の耐久時間を持つ電球を作り出したトーマス・エジソンや、同じように画期的な電球の開発者として名を馳せたアドルフ・シャイエを始めとした発明家はより長い寿命を持つ電球を推し進めていた。しかし、白熱電球の寿命が伸びると販売量が減ってしまうことに気がついた人々は、1924年12月23日にポイボス・カルテルを設立した。そして、1924年には2500時間に伸びていた電球の最大寿命を1000時間に制限することを同団体は定め、ゼネラル・エレクトリック、オスラム、フィリップスなどの電球メーカーがそれに賛同する形で白熱電球の寿命を制限した。この体制は1928年の「消耗されることを拒む製品はビジネスにとって悲劇である（A product that refuses to wear out is a tragedy of business）」という言葉にもみられる。それにあたり、メーカーは積極的に電球の寿命を下げるために意図的に壊れやすい電球を作り上げ、競合他社によって寿命の基準を守っているかを監視される仕組みを作り上げられた。結果的に、ポイボス・カルテル自体は第二次世界大戦後の混乱と競争の激化で解散した。しかし、電球以外にも壊れやすいプリンター、破れやすいストッキングなど、この電球の例を受けて、現在も続く「失敗するエンジニアリング」は数多くみられる。それらを環境問題と経済的視点の両面を取り上げつつ、消費社会に警鐘を呼び掛けているのがこの作品である。

## キャスト
以下にキャスト一覧を掲載する。
監督・脚本 - Cosima Dannoritzer
製作総監督 - Patrice Barrat、Joan Úbeda
映像撮影 - Marc Martinez Sarrado
音楽 - Marta Andrés、Joan Gil Bardagi
編集者 - Georgia Wyss
プロダクション・マネジャー - Davina Breillet
ナレーター - Molly Malcolm
出演 - Steve Bunn、Michael Braungart、マイク・アナネ、Nicols Fox、MIKE GURMAN